# Сражение при Мосте
Сражение при Мосте (чеш. Bitva u Mostu) произошло 5 августа 1421 года в окрестностях современного города Мост. Пражская армия гуситов под командованием священника Яна Желивского, осаждавшая замок Мостек, была разбита здесь войсками мейсенского маркграфа Фридриха IV, который действовал в северной Чехии в качестве наёмника германского императора, чешского и венгерского короля Сигизмунда Люксембургского. Столкновение стало первым поражением гуситов в войне.

## Перед сражением
30 июня 1421 года религиозные радикалы, в основном бедняки, во главе с пражским проповедником Яном Желивским совершили переворот в Праге, взяв под свой контроль город и установив свою власть. 
После взятия Праги Ян Желивский организовал военную экспедицию против баз короля Сигизмунда в северной Чехии. Были захвачены Руднице, Доксаны, Теплице, Осек. Затем гуситы быстрой атакой захватили и сожгли город Духцов и 12 июля заняли Билину, а днем позже — одноименный замок.
Из Билины Ян Желивский отправил в Прагу запрос о дополнительных подкреплениях для экспедиции против Моста (нем. Brüx, Брюкс), оставшегося верным Сигизмунду, и уже 24 июля усиленная армия Желивского подошла к городу и разбила лагерь у южного подножия холма Гневина, на вершине которого стоял замок Мостек.
Желивский и его командиры решили сначала захватить замок, занятый мейсенским гарнизоном, так как считали, что после его падения жители Моста уже не будут сопротивляться. Гуситы сначала заняли гребень холма и стали обстреливать замок из двух больших пушек, в конечном итоге нанеся осажденным значительный ущерб. В этой ситуации комендант замка, каждый день ожидавший прибытия войск маркграфа Фридриха Мейсенского, попытался использовать тактику проволочек и предложил гуситам переговоры.

## Ход сражения
5 августа отряды маркграфа Мейсенского прибыли к северной окраине Моста и выстроили боевой порядок. Гуситы, вопреки своей тактике, не ждали противника под защитой вагенбурга, а стали выходить из него для атаки. Они первыми предприняли атаку вдоль нижних склонов Гневина, которую маркграф смог сдержать. Вскоре гуситы были застигнуты врасплох фланговой атакой горожан Моста, бросившихся из городских ворот на помощь своим союзникам. Передняя линия гуситов дрогнула и вскоре отступила, что заставило остальную часть их армии обратиться в паническое бегство.
Несмотря на то, что люди Яна Желивского быстро очистили поле боя, противник преследовал их очень вяло, так как не был уверен, было ли это тактическим намерением противника. Все его усилия были в конечном итоге сорваны огнём из пушек, установленных на холме Гневина, которые нанесли большие потери немецким войскам.

## Результаты
Гуситы оставили на поле боя почти всю осадную технику и нанесли значительный урон своей репутации. Ян Желивский на второй день после битвы вернулся в Прагу, поскольку ночью часть его армии в панике рассеялась. В Праге стали формироваться новые вооруженные силы, а немцы осадили Билину и Жатец. Однако их действия продлились недолго, поскольку, как только маркграф Фридрих узнал о приближающихся новых отрядах гуситов, он приказал своим солдатам отступить за чешскую границу.
Поражение при Мосте способствовало потере авторитета Желивского среди гуситов, что в конечном итоге привело к его свержению и казни.